# Manuel Velarde Aspíllaga
Manuel Velarde Aspíllaga (Lima, 14 de abril de 1930-Washington D. C., 8 de febrero de 1985) fue un abogado y político peruano. Ministro de Trabajo (1966-1967) y de Gobierno (1968) en el primer gobierno de Fernando Belaúnde Terry.

## Biografía
Hijo de Manuel Velarde Kemish y Luisa Aspíllaga Sotomarino. Bisnieto de Manuel Velarde Seoane, general del Ejército Peruano. El mayor de cinco hermanos, uno de los cuales es Javier Velarde Aspíllaga (n. 1932), arquitecto y político.
Cursó Derecho en la Universidad Mayor de San Marcos y se recibió de abogado en 1957. Miembro fundador del partido Acción Popular liderado por el arquitecto Fernando Belaúnde Terry.
Trabajó como asesor del Banco de la Vivienda, del que llegó a ser gerente de 1963 a 1966.
Durante el primer gobierno de Belaunde, se le confió la cartera de Trabajo, juramentando el 25 de noviembre de 1966, en reemplazo del censurado Miguel Dammert Muelle (gabinete Becerra). Un año después, la crisis monetaria de septiembre de 1967 provocó la censura parlamentaria al gabinete Becerra, y Velarde debió renunciar.
El 2 de octubre de 1968 juramentó como ministro de Gobierno y Policía, junto con los demás miembros del flamante gabinete Mujica, pero solo horas después se produjo el golpe de Estado de las Fuerzas Armadas.
En 1980 asumió la presidencia del directorio del Banco Industrial. Fue designado miembro del comité directivo de la Asamblea Anual de la Asociación Latinoamericana de Instituciones Financieras de Desarrollo (ALIDE). Fue también miembro del directorio de Petroperú, llegando a ser su vicepresidente. Asimismo, fue miembro del directorio de Inversiones COFIDE.
En 1984 pasó a ser consejero para asuntos financieros en la oficina de gestiones y trámites financieros del Perú en Washington. Allí falleció prematuramente, a la edad de 54 años.
Casado con Gerda Dellepiane, tuvo tres hijos, un hombre y dos mujeres. El varón, Manuel Velarde Dellepiane, es abogado y alcalde de San Isidro en el periodo 2015-2018. También fue candidato a la alcaldía de Lima en las ERM 2018.